# Евенум
Евенум (њем. Oevenum) општина је у њемачкој савезној држави Шлезвиг-Холштајн. Једно је од 132 општинска средишта округа Нордфризланд. Према процјени из 2010. у општини је живјело 486 становника. Посједује регионалну шифру (AGS) 1054094.

## Географски и демографски подаци
Евенум се налази у савезној држави Шлезвиг-Холштајн у округу Нордфризланд. Општина се налази на надморској висини од 2 метра. Површина општине износи 10,9 km². У самом мјесту је, према процјени из 2010. године, живјело 486 становника. Просјечна густина становништва износи 45 становника/km².